# استون مارتین ولکان
استون مارتین وولکان (به انگلیسی: Aston Martin Vulcan) یک خودروی سوپر اسپورت سبک‌وزن مخصوص پیست دونفره و دو در است که در سال ۲۰۱۵ توسط شرکت خودروسازی لوکس استون مارتین در نمایشگاه خودروی ژنو سال ۲۰۱۵ به بازار معرفی شد.
وولکان توسط طراح ارشد خلاق استون مارتین، مارک رایشمن، و با الهام از مدل‌های دیگر این شرکت مانند ونتیج، دی‌بی۹ و یک-۷۷ طراحی شد. سقف تولید این خودرو ۲۴ دستگاه، و قیمت هرکدام از آن‌ها ۲٫۳ میلیون دلار اعلام شد.

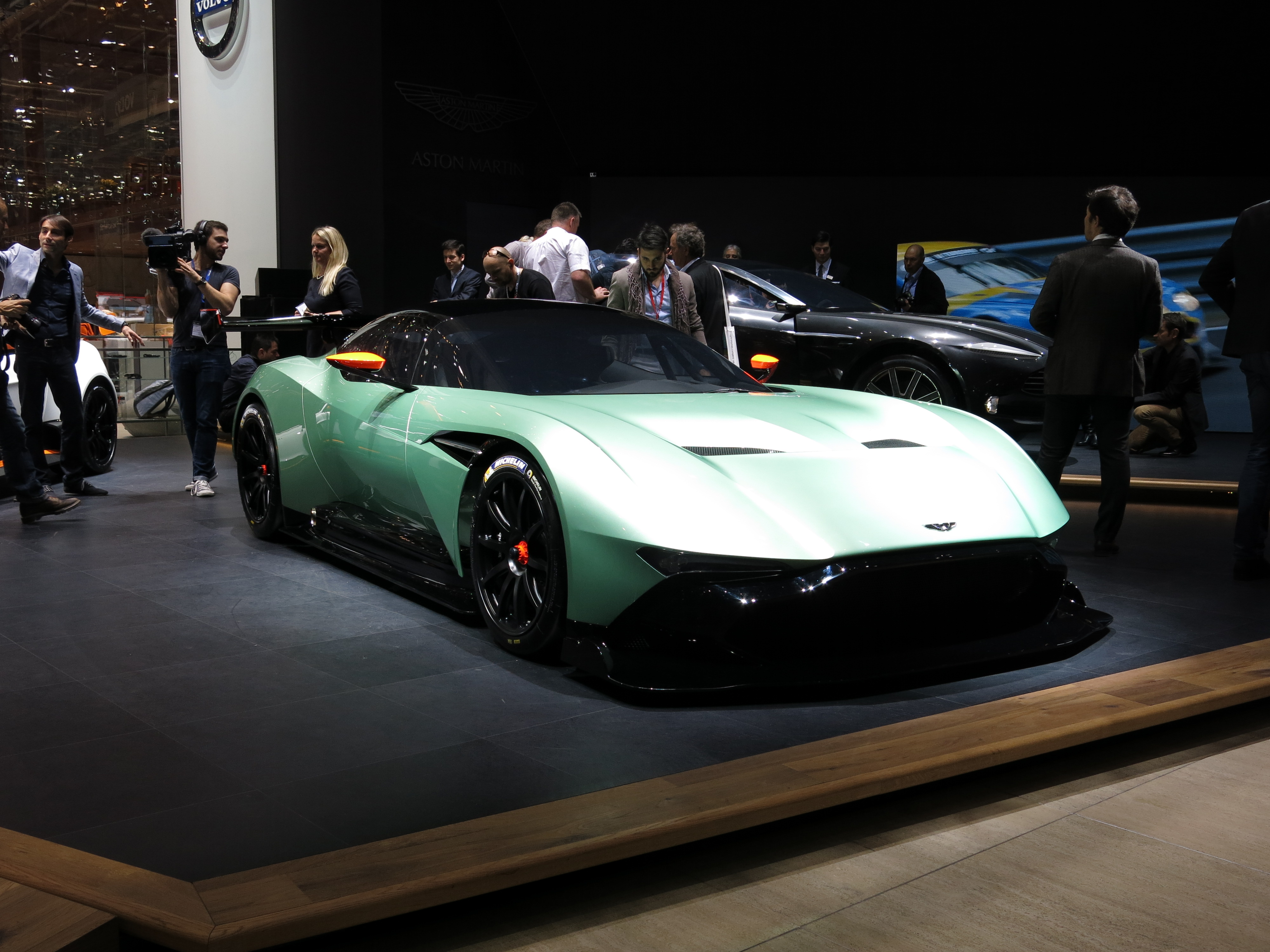
استون مارتین وولکان در نمایشگاه خودروی ژنو ۲۰۱۵

## مشخصات فنی

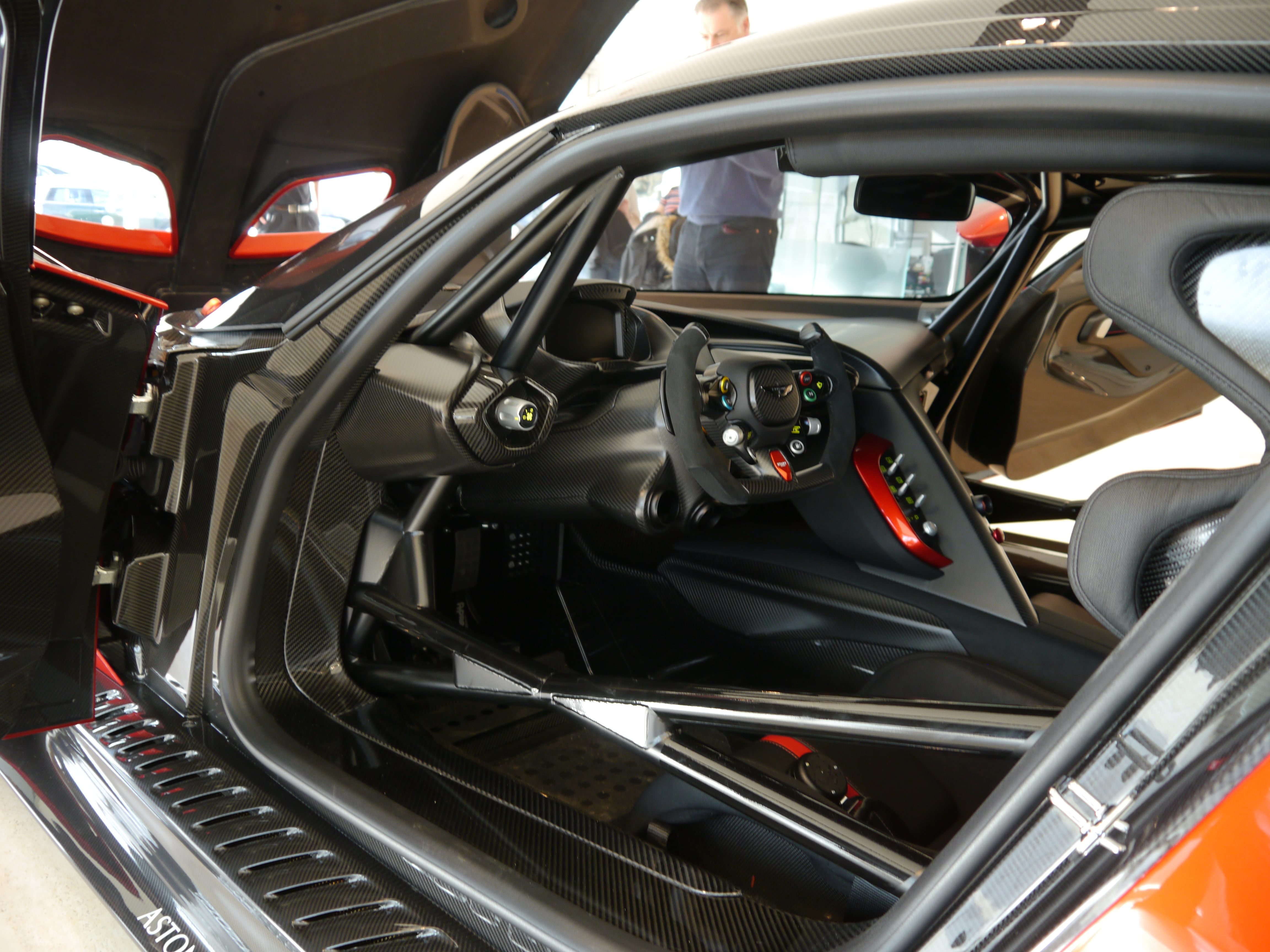
خودروی استون مارتین وولکان

پیشرانهٔ وی۱۲ ۷٫۰ لیتری تنفس طبیعی وولکان، که بر روی یک شاسی ساخته‌شده از آلیاژ آلومینیوم و زیر یک بدنه از جنس فیبر کربن نصب شده‌است، توانایی تولید قدرت ۸۲۰ اسب بخار (۶۱۱ کیلووات؛ ۸۳۱ اسب بخار متری) در ۷٬۷۵۰ دور بر دقیقه و گشتاور ۸۰۰ نیوتن متر (۵۹۰ پوند-فوت) در دور موتور ۶٬۵۰۰ دور بر دقیقه را دارا می‌باشد.
استون مارتین وولکان مجهز به دیسک‌های ترمز از جنس کربن-سرامیک، لوله گشتاور از جنس منیزیم، میل کاردان ساخته شده از فیبر کربن، دیفرانسیل با لغزش محدود شده (به انگلیسی: Limited-slip Differential) و جعبه‌دنده ۶ سرعتهٔ ترتیبی ساخت شرکت ایکس‌ترک است. وزن خالص این خودرو ۱٬۳۵۰ کیلوگرم (۲٬۹۷۶ پوند) است و تایرهای مدل Pilot Sport Cup 2 ساخت شرکت میشلن بر روی چرخ‌های آن نصب شده‌است. دیسک‌های ترمز کربن-سرامیک وولکان دارای قطر ۳۸۰ میلیمتر (۱۵ اینچ) در جلو و ۳۶۰ میلیمتر (۱۴ اینچ) در عقب می‌باشند.
میزان قدرت قابل انتقال پیشرانه به چرخ‌ها از داخل خودرو و از بین ۳ گزینه قابل انتخاب است، گزینهٔ اول قدرت خروجی را به ۵۰۰ اسب بخار (۳۷۳ کیلووات؛ ۵۰۷ اسب بخار متری) و گزینهٔ دوم به ۶۷۵ اسب بخار (۵۰۳ کیلووات؛ ۶۸۴ اسب بخار متری) محدود می‌کنند؛ در حالی که انتخاب سوم اجازهٔ استفاده از قدرت کامل موتور که ۸۲۰ اسب بخار (۶۱۱ کیلووات؛ ۸۳۱ اسب بخار متری) است را صادر می‌کند.

## وولکان ای‌ام‌آر پرو
پکیج ای‌ام‌آر پرو (به انگلیسی: AMR Pro) برای خودروی وولکان، در سال ۲۰۱۷ و در فستیوال سرعت گودوود رونمایی شد. این پکیج که برای بهبود عملکرد خودرو طراحی شده‌است، دربردارندهٔ قطعات اضافی آیرودینامیکی نظیر بالهٔ دو تکهٔ عقب بهبود یافته به همراه یک لبهٔ فرار، صفحه‌های غوطهٔ بزرگ، بادگیرهای کمانی جانبی کنار چرخ‌ها، و پره‌های گردش فرمان طراحی شده برای بهبود فرمان‌پذیری است. این بهسازی‌های منجر به بهتر شدن عملکرد نیروی رو به پایین در خودروی وولکان به میزان ۲۷٪ شده‌است. با هدایت اکثریت این نیرو به سوی بخش میانی خودرو، و تقسیم وزن ۴۷/۵۳، تعادل وولکان نیز بهبود یافته‌است.
وولکان ای‌ام‌آر پرو همچنان به همان موتور ۷٫۰ لیتری وی۱۲ تنفس طبیعی مجهز بوده و قدرت خروجی آن بدون تغییر باقی مانده‌است. جعبه‌دندهٔ ۶ سرعته نیز همانند پیشرانه بدون تغییر مانده‌است؛ با این تفاوت که جهت بهبود شتاب‌گیری ضریب دندهٔ نهایی کوتاه‌تر شده‌است.
در صورت درخواست هر یک از مالکین ۲۴ دستگاه تولید شده از استون مارتین وولکان، پکیج ای‌ام‌آر پرو توسط بخش کیو (Q) شرکت استون مارتین بر روی خودروی آنان نصب خواهد شد.

## بهینه‌سازی برای کسب مجوز عبور جاده‌ای
یک دستگاه خودروی وولکان توسط شرکت مهندسی بریتانیایی گروه آرام‌ال جهت کسب مجوز عبور قانونی در جاده‌ها مورد مجموعه‌ای از بهینه‌سازی‌ها قرار گرفت. این خودرو تنها نمونه از استون مارتین وولکان است که مجاز به عبور جاده‌ای است. از آنجا که تغییرات بسیاری برای همگام شدن با قوانین خوردوهای جاده‌ای باید بر روی این خودرو صورت می‌گرفت، بهینه‌سازی آن توسط گروه آرام‌ال ۱۸ ماه به طول انجامید.
در فرایند بهینه‌سازی ارتفاع خودرو از سطح زمین برای سهولت حرکت در خیابان‌های شهری و جاده‌ها افزایش پیدا کرد، «تیغه‌های» ال‌ئی‌دی عقب جهت کنترل شعاع نور، با یک پوشش پلاستیکی پوشیده شدند، دو چراغ جلوی یکپارچه با الهام از سبک طراحی جدید استون مارتین به جلوی خودرو افزوده شد، جداکنندهٔ جلو و تیغه‌های نصب شده بر روی قطعات آیرودینامیکی کنار خودرو، که در افزایش نیروی رو به پایین کاربرد داشتند، حذف شدند، و طول جداکنندهٔ فیبر کربنی کاهش یافت.
در این خودرو موتور ۷٫۰ لیتری وی۱۲ تنفس طبیعی برای کنترل آلاینده‌های خروجی از نو برنامه‌ریزی شد و جهت کنترل بهتر دمای موتور، سیستم خنک‌کنندهٔ استاندارد نیز با یک سیستم جدید جایگزین شد؛ با این حال توان خروجی موتور پس از این تغییرات به همان میزان نمونهٔ استاندارد باقی ماند؛ همچنین ضریب دنده‌های جعبه‌دنده تغییر یافت و کلاچ خودرو نیز برای دستیابی به راه‌اندازی آسان‌تر نسبت به مدل معمولی وولکان، تعویض شد، ارتفاع فنرها و کمک‌فنرها تغییر یافت و سیستم تنظیم ارتفاع خودرو جهت سهولت رانندگی در جاده به خودرو افزوده شد. محدودیت قفل گردش فرمان در این مدل کمتر شد تا امکان گردش بیشتر فرمان و کاهش شعاع گردش برای این خودرو فراهم شود.
از آنجا که شیشه‌های آینه‌های استاندارد وولکان با قوانین جاده‌ای مطابقت نداشتند و فاقد چراغ راهنمای داخل آینه بودند، آینه‌های جانبی وولکان در مدل جاده‌ای با نمونه‌هایی مشابه آینه‌های مدل دی‌بی۱۱ جایگزین شدند. تمامی شیشه‌ها با نوع ویژه‌ای که با قوانین جاده‌ای سازگار بود جایگزین شدند و برف‌پاک‌کن و آب‌پاش شیشه‌شور نیز به این خودرو افزوده شد. سپر عقب خودرو جهت کسب قابلیت نصب پلاک ویژهٔ منطقهٔ یورو مورد بهینه‌سازی قرار گرفت و چراغ پلاک و بازتاب‌دهنده نیز به آن اضافه شدند. در گوشه‌های صفحه‌های بالهٔ عقب چراغ‌های کهربایی راهنما نصب شدند و درپوش مخزن سوخت نیز مورد بازبینی قرار گرفت. در داخل کابین نسخهٔ جاده‌ای، صندلی‌ها (که در مدل استاندارد دارای پشتیبانی برای سر سرنشینان بودند) با نمونه‌ّای دیگری تعویض شدند و غربیلک فرمان نیز به‌طور عمده مورد بهینه‌سازی قرار گرفت. درهای خودرو به سیستم قفل مرکزی، و کلید خودرو به سامانه ضد سرقت مجهز شد.
به گفتهٔ شرکت آرام‌ال، مالکان این نسخهٔ وولکان، در هر زمان که تمایل داشته باشند، می‌توانند درخواست بازگرداندن خودروی خود به نمونهٔ مسابقه‌ای را بدهند.